# San Juan de los Remedios
San Juan de los Remedios, más conocida como Remedios, es un municipio y ciudad ubicada al noreste de la central provincia de Villa Clara, antigua provincia de Las Villas, en Cuba.
Fue fundada en 1513 por el español Vasco Porcallo de Figueroa tras los pasos del Adelantado Diego Velázquez de Cuéllar.

## Datos
Aunque es conocida como la Octava Villa, algunos historiadores afirman que es en realidad el tercer emplazamiento español más antiguo de Cuba, solamente precedida por Baracoa (1511) y Santiago de Cuba (1515). Una de las primeras familias fundadoras fue la de Francisco Manso de Contreras; por cierto se tiene que su bisnieto Andrés Antonio Manso de Contreras se asentó en ella, en el año 1606 con el objetivo de defenderla en contra de los piratas y filibusteros. 
Está ubicada a unos 5 km de la costa norte de Cuba y a 10 km por carretera de Caibarién.
En 1980 su centro histórico fue declarado «Monumento Nacional». Allí se pueden encontrar varios ejemplos de arquitectura española del siglo XVII en buen estado.
Su principal atractivo es la Iglesia Mayor San Juan Bautista, la cual tiene 13 bellos altares enchapados en oro. Estos altares y otras obras de arte permanecieron camuflados bajo capas de pintura por varios siglos, para evitar su saqueo por los piratas. Fueron redescubiertos paulatinamente entre 1944 y 1954, cuando Eutimio Falla Bonet, un recordado filántropo cubano, costeó la reconstrucción de la iglesia.
La plaza central Isabel II, o parque adjunto a la Iglesia Mayor, fue restaurado en la década de 1970.
Los remedianos padecieron los ataques de piratas en la etapa colonial. Después de un ataque de El Olonés, las opiniones de los pobladores de la villa respecto a su localización se dividieron, unos querían trasladarla tierra dentro, mientras que otros preferían quedarse y enfrentar a los piratas. De los que optaban por marcharse, un grupo de 37 ciudadanos dejaron San Juan de los Remedios y en junio de 1689 llegaron al lugar donde hoy se asienta la ciudad de Santa Clara y fijaron residencia. Sobre este hecho histórico escribió Fernando Ortiz Fernández su ensayo "Historia de una pelea cubana contra los demonios", publicado en 1959 por la Universidad Central de Las Villas, y el cineasta Tomás Gutiérrez Alea realizó su filme Una pelea cubana contra los demonios.

## Tradiciones
Las llamadas "Ferias de San Juan" son celebradas dos veces en el año, el 24 de junio (Natividad de San Juan Bautista) y el 29 de agosto (Martirio de San Juan Bautista).
Su festival navideño "Las parrandas remedianas", que inician el 16 de diciembre y culminan el 24 de diciembre, es conocido en toda Cuba. Estas coinciden con las Misas de Aguinaldo correspondientes a la Novena del Niño Jesús. Durante el mismo, la ciudad se divide en dos bandos, "El Carmen", también llamados Carmelitas y representados por el gavilán y "San Salvador", representados por el gallo. La apoteosis llega el último día cuando tiene lugar la competencia de carrozas engalanadas, fuegos artificiales y trabajos de plaza. La fiesta comienza a las 5 de la tarde y la celebración no concluye hasta el amanecer.
Existe un museo dedicado a estas parrandas en el cual se expone una valiosa colección de maquetas, fotos y de trabajos de plaza de años pasados.

## Poblados
Entre sus poblados más importantes están: Buena Vista, Carrillo, Chiquitico Frabregat (antiguo ingenio "San Agustín"), Remate, Tahón, Taguayabón, Viñas y Zulueta.